# Centro de Sinfonía Morton H. Meyerson

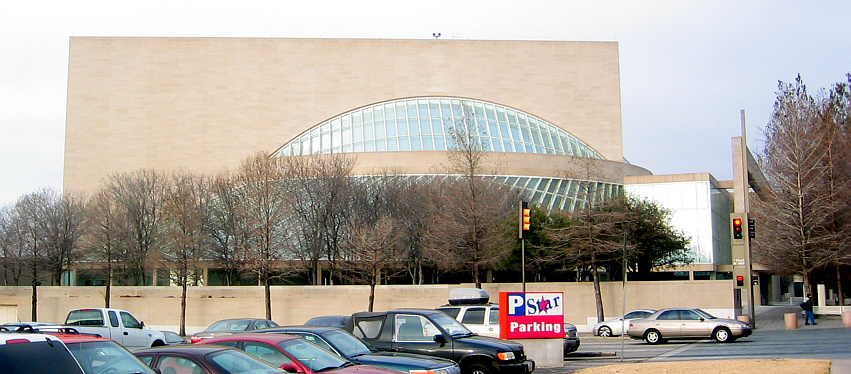
El exterior del Centro Sinfonía Morton H. Meyerson

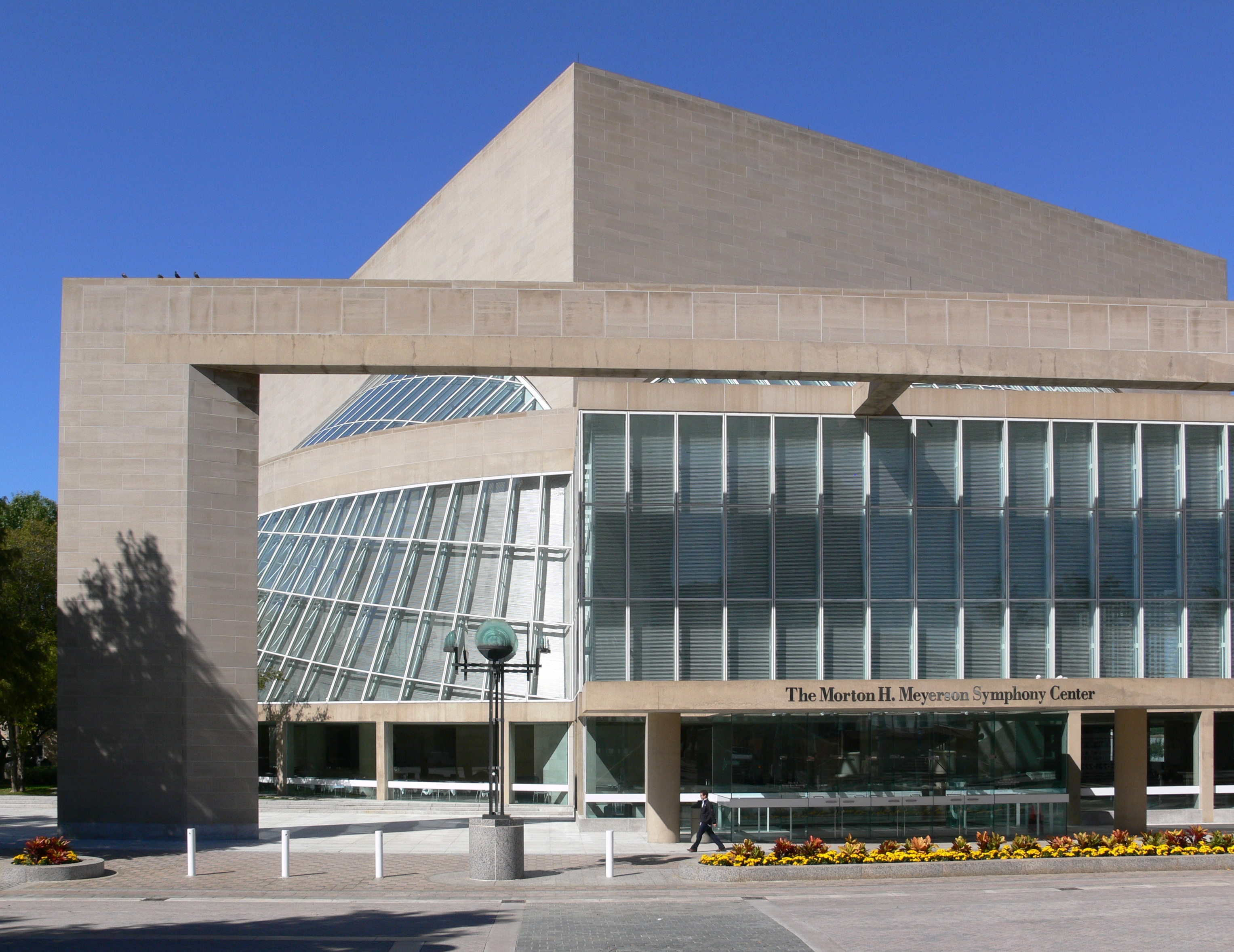
Vista del acceso al edificio

El Centro Sinfónico Morton H. Meyerson (del inglés: Morton H. Meyerson Symphony Center) es una sala de conciertos localizada en el Distrito de las Artes, en el centro de la ciudad de Dallas, Texas (Estados Unidos). Clasificada como una de las salas de orquesta más grandes del mundo, fue diseñada por el arquitecto I.M. Pei y por el arquitecto y experto en acústica Russell Johnson, de la Artec Consultants Incorporated. Los ingenieros estructurales de este proyecto fueron Leslie E. Robertson Associates y se inauguró en septiembre de 1989.
El Centro de Sinfonía lleva el nombre de Morton Meyerson, expresidente de Electronic Data Systems y expresidente y director ejecutivo de Perot Systems, quien coordinó durante diez años los esfuerzos de la Asociación Sinfónica de Dallas por dotar a la Orquesta Sinfónica de Dallas de una sede. El nuevo centro de conciertos recibió su nombre en 1986 a petición de Ross Perot, quien hizo una contribución de 10 millones de dólares para su construcción. Es la sede permanente de la Orquesta Sinfónica de Dallas, de la Turtle Creek Chorale, de la Orquesta de Viento de Dallas y de la Greater Dallas Youth Orchestra. Desde su construcción, el Meyerson es propiedad de la ciudad de Dallas y está siendo gestionado por la Oficina de Asuntos Culturales de la Ciudad de Dallas.
Cuenta con cuatro salas privadas, para pequeños conciertos, reuniones y eventos, diseñadas por Booziotis & Company Architects de Dallas - Texas.
- Datos: Q670323
- Multimedia: Morton H. Meyerson Symphony Center / Q670323